# 창녕 동산서당 소장 책판
창녕 동산서당 소장 책판(昌寧 東山書堂 所藏 冊版)은 대한민국 경상남도 창녕군 이방면 동산리, 동산서당에 있는 책판이다. 2005년 1월 13일 경상남도의 문화재자료 제369호로 지정되었다.

## 개요
창녕 동산서당 소장 책판은 광주노씨(光州盧氏)문중 여러 선인들의 문집을 인출(印出)하기 위해 제작된 것으로 시기는 1800년∼1900년대에 걸치는 것이다. 이들 문집 책판은 광주노씨창녕문중의 여러 세대에 걸쳐 생몰시기가 다른 일가 20여명 제선생(諸先生)의 문집 원판으로서 이것이 흩어지지 않고 모두 한곳에 일괄 보관되어 오고 있는 점은 매우 의미가 있는 일이다.
이들 문집 책판은 조선시대 지방 선비들의 학문세계, 문학성, 사회성, 사상성과 지방의 역사, 판각사, 출판사 연구에 훌륭한 자료가 되므로 역사자료로서의 가치는 물론 문화재적 가치가 높다.

## 참고 자료
- 창녕동산서당소장책판 - 국가유산청 국가유산포털